# La Chapelle-Agnon
La Chapelle-Agnon là một xã ở tỉnh Puy-de-Dôme trong vùng Auvergne-Rhône-Alpes miền trung nước Pháp. Xã này nằm ở khu vực có độ cao trung bình 700 mét trên mực nước biển. Xã La Chapelle-Agnon gần với Parc naturel régional du Livradois-Forez (công viên vùng Livradois-Forez).